# Bothell
Bothell is een plaats (city) in de Amerikaanse staat Washington, en valt bestuurlijk gezien onder King County en Snohomish County.

## Demografie
Bij de volkstelling in 2000 werd het aantal inwoners vastgesteld op 30.150.
In 2006 is het aantal inwoners door het United States Census Bureau geschat op 31.353, een stijging van 1203 (4,0%).

## Geografie
Volgens het United States Census Bureau beslaat de plaats een oppervlakte van
31,2 km², geheel bestaande uit land. Bothell ligt op ongeveer 33 m boven zeeniveau.

## Plaatsen in de nabije omgeving
De onderstaande figuur toont nabijgelegen plaatsen in een straal van 8 km rond Bothell.

## Geboren
- Patty Murray (1950), senator voor Washington